# Xanthostemon sulfureus
Xanthostemon sulfureus är en myrtenväxtart som beskrevs av André Guillaumin. Xanthostemon sulfureus ingår i släktet Xanthostemon och familjen myrtenväxter. IUCN kategoriserar arten globalt som sårbar. Inga underarter finns listade i Catalogue of Life.